# José Patrocínio
José António Martins Patrocínio (Lobito, 26 de dezembro de 1962 — ?, 1 de junho de 2019) foi um activista social, defensor dos Direitos Humanos, ecologista, humanitário fundou a associação cívica Omunga no ano de 1998.

## Biografia
É oriundo de uma família originaria de Portugal que imigrou para o litoral de Angola a época colônial e que se fixou na cidade portuária do Lobito, onde o mesmo nascerá, um dia após o natal de 1962. Foi registrado como José António Martins Patrocínio mas no circulo intimo é tratado por Zé-Tó.